# Let the Devil Wear Black
Let the Devil Wear Black (El diablo viste de negro en España y Blackdevil: el diablo viste de negro en Hispanoamérica) es una película estadounidense de 1999 dirigida por Stacy Title y protagonizada por Jonathan Penner, Randall Batinkoff y Norman Reedus.
El filme es una adaptación de la obra de Shakespeare Hamlet llevada a la época actual.

## Argumento
Jack Lyne es un hombre que vive obsesionado con la muerte de su padre, con el que tuvo una relación muy unida. Convencido de conocer a su padre muy bien, pronto descubre el lado oscuro de su progenitor al empezar a moverse por las mansiones lujosas de Bel Air y los clubs de striptease que frecuentaba últimamente.
De esa manera poco a poco crece en él la sospecha de que su padre fue asesinado.

## Reparto
| Actor              | Personaje     |
| ------------------ | ------------- |
| Jonathan Penner    | Jack Lyne     |
| Randall Batinkoff  | Bradbury      |
| Norman Reedus      | Brautigan     |
| Jamey Sheridan     | Carl Lyne     |
| Brooke Taylor      | Tiffany       |
| Jacqueline Bisset  | Helen Lyne    |
| Mary-Louise Parker | Julia Hirsch  |
| Jeffrey Schoeny    | Joven Jack    |
| Chris Sarandon     | Padre de Jack |
| Thomas F. Duffy    | Camarero      |
| Jonathan Banks     | Satch         |
| Philip Baker Hall  | Sol Hirsch    |
| Kevin West         | Farmaceútico  |
| Tony Plana         | Tall          |
| Matt Salinger      | Policía       |

## Producción
La película fue filmada en Los Ángeles.

## Recepción
Hoy en día la película ha sido valorada en portales cinematográficos y por críticos profesionales. En IMDb, por ejemplo, con 750 votos registrados, el filme obtiene una media ponderada de 5,0 sobre 10. En cuanto a Rotten Tomatoes, los más de 100 votos registrados le dieron allí una valoración media de 2,8 de 5, mientras que los 6 críticos profesionales registrados allí al respecto le dieron una valoración media de 5,8 de 10. También cabe destacar, que en La Vanguardia el 43 % de los usuarios registrados en ese periódico le dan una valoración positiva al filme.